# HMS Antelope (1929)
HMS Antelope – brytyjski niszczyciel typu A z lat 30. XX wieku. Brał udział w II wojnie światowej. Nosił znak taktyczny H36. Był to 12. okręt brytyjski noszący nazwę „Antelope” (antylopa).

## Budowa i modernizacje
HMS „Antelope” należał do pierwszego typu brytyjskich standardowych niszczycieli z lat 30. (grupy typów A-I). Został zamówiony 6 marca 1928 w ramach programu budowy floty z 1927 roku w stoczni Hawthorn Leslie w Newcastle upon Tyne (wraz z HMS „Active”). Stępkę pod jego budowę położono 11 lipca 1928, kadłub wodowano 27 lipca 1929. Budowę ukończono 20 marca 1930. Cena (bez uzbrojenia) wynosiła 226.313 funtów szterlingów.
Uzbrojenie okrętu odpowiadało innym niszczycielom typu A. Główne uzbrojenie artyleryjskie stanowiły cztery armaty kalibru 120 mm, rozmieszczone po dwa na dziobie i rufie, w superpozycji. Do obrony przeciwlotniczej służyły dwa automatyczne działka 40 mm Vickers Mark II (tzw. pom-pom) na platformie między kominami. Na śródokręciu niszczyciel posiadał dwa poczwórne aparaty torpedowe kalibru 533 mm, w osi symetrii kadłuba. Uzbrojenie przeciwpodwodne było początkowo słabe i stanowiło je tylko sześć bomb głębinowych w trzech zrzutniach na rufie.
Około wiosny 1940 roku, podobnie jak na innych brytyjskich niszczycielach, zamieniono na nim drugi czterowyrzutniowy aparat torpedowy na działo przeciwlotnicze 76 mm, zwiększono sektory ostrzału działek przeciwlotniczych 40 mm i wzmocniono uzbrojenie przeciwpodwodne do 2 miotaczy i 1 zrzutni bomb głębinowych i 30–40 bomb. Najpóźniej do tej pory zamontowano także hydrolokator (Asdic). W 1941 roku ponownie wzmocniono uzbrojenie przeciwpodwodne, montując na rufie 4 miotacze i 2 zrzutnie bomb głębinowych z zapasem 50–70 bomb (salwa 10-bombowa), kosztem zdemontowanego czwartego działa 120 mm (z pozycji Y). Dodano także 2 działka 20 mm Oerlikon na skrzydłach nadbudówki dziobowej i zamontowano radar Typ 290 na maszcie oraz radionamiernik MF/DF. W 1943 zdemontowano mało skuteczne działo plot 76 mm oraz zamontowano radary Typ 291 na maszcie (zamiast 290) i Typ 271 na nadbudówce dziobowej, zamiast dalocelownika oraz namiernik emisji radiowych wysokiej częstotliwości HF/DF na nadbudówce rufowej, służący do wykrywanie U-Bootów. W 1944 przebudowano ostatecznie okręt na niszczyciel eskortowy, montując zamiast drugiego działa 120 mm na nadbudówce dziobowej (pozycja B) miotacz rakietowych bomb głębinowych Hedgehog Mk.I oraz dwie szybkostrzelne armaty 57 mm Hotchkiss do walki z kutrami torpedowymi (Schnellbotami). Wyporność pełna przekroczyła 1930 ton.

## Służba
„Antelope” wszedł do służby 10 kwietnia 1930 w 3. Flotylli Niszczycieli na Morzu Śródziemnym. Przechodził w tym okresie kilka krótkich remontów. Od września do października 1936 i od listopada 1936 do lutego 1937 patrolował u wybrzeży ogarniętej wojną domową Hiszpanii w ramach Komitetu Nieinterwencji. W lutym 1937 miał kolizję z niszczycielami HMS „Active” i „Worcester”, po czym do marca był remontowany na Malcie. Został następnie wycofany do Wielkiej Brytanii na remont w Portsmouth do czerwca 1937, po czym do sierpnia 1939 wchodził w skład lokalnej flotylli okrętów bazy w Portsmouth (podporządkowanej HMS „Vernon”).

### Morze Północne i Atlantyk 1939–1941
Po wybuchu II wojny światowej „Antelope” wszedł w skład 18. Flotylli Niszczycieli i działał na kanale La Manche i Zachodnich Podejściach Wysp Brytyjskich, w osłonie konwojów. 5 lutego 1940, eskortując samotnie konwój OA 84, na południe od Irlandii zniszczył bombami głębinowymi niemiecki okręt podwodny U-41, który zatonął z całą załogą. W kwietniu 1940 został przydzielony do Floty Metropolii (Home Fleet) w Scapa Flow, po czym służył na wodach norweskich. M.in. eskortował do Scapa Flow uszkodzony 19 kwietnia przez lotnictwo francuski krążownik „Emile Bertin”. Dowódcą niszczyciela wówczas był kpt. mar. Richard White. 12 czerwca 1940 „Antelope” dołączył do zespołu okrętów adm. Forbesa (z lotniskowcem „Ark Royal”), osłaniającego ewakuację z Norwegii, lecz 13 czerwca nad ranem został we mgle uszkodzony w kolizji pod Trondheim przez niszczyciel „Electra”, który staranował go w lewą burtę na rufie (bez ofiar w ludziach). Przyczyną kolizji było nieodebranie przez radiooperatora „Antelope” polecenia wykonania zwrotu w prawo przez zespół niszczycieli. Niszczyciel dotarł o własnych siłach do bazy Scapa Flow, po czym był remontowany w stoczni Swan Hunter w Newcastle do 16 sierpnia 1940 roku. W toku prób odbiorczych, asystował w ratowaniu rozbitków z krążownika pomocniczego HMS „Transylvania” 10 sierpnia. Po remoncie wszedł 20 sierpnia w skład 16. Flotylli Niszczycieli w Harwich.
Był przydzielony do operacji Menace, lecz ostatecznie nie wziął w niej udziału, gdyż musiał eskortować do Clyde storpedowany 1 września 1940 przez U-32 krążownik HMS „Fiji”. „Antelope” bazował następnie od września w Greenock w składzie 12. Flotylli Niszczycieli, a od listopada do marca 1941 wchodził w skład 4. Grupy Eskortowej. 2 listopada 1940, osłaniając konwój OB 237, na północny zachód od Irlandii zatopił niemiecki okręt podwodny U-31, biorąc do niewoli 43 członków załogi. Podczas nieudanej próby abordażu opuszczonego okrętu podwodnego, uszkodził on sterami głębokości poszycie kadłuba „Antelope”. Remont w Glasgow i Greenock trwał do 24 grudnia, po czym okręt powrócił do zadań eskortowych. M.in. pod koniec stycznia 1941 eskortował konwój SC 19, atakowany przez U-Booty.
W marcu 1941 „Antelope” został przydzielony do 3. Flotylli Niszczycieli Home Fleet. 24 maja 1941 eskortował okręty liniowe HMS Hood” i „Prince of Wales” w początkowej fazie operacji przeciw pancernikowi „Bismarck”. W samym starciu w Cieśninie Duńskiej niszczyciele nie brały udziału, natomiast później szukały rozbitków z „Hooda”. Eskortował następnie lotniskowiec HMS „Victorious”, wracając do Scapa Flow 29 maja. W toku dalszych działań, brał udział w holowaniu uszkodzonego na minie 25 lipca niszczyciela HMS „Achates”, a od 7 sierpnia osłaniał jego holowanie z Islandii. 29 sierpnia 1941 „Antelope” uczestniczył w składzie zespołu Force K w rajdzie komandosów na Spitsbergen. Między 29 września a 4 października eskortował na części drogi z Islandii drugi konwój arktyczny do ZSRR PQ-1.
Między grudniem 1941 a styczniem 1942 był remontowany.

### Morze Śródziemne i Atlantyk 1942–1944
„Antelope” został następnie przydzielony do 23. Grupy Eskortowej, działając na południowo-zachodnich podejściach do Wysp Brytyjskich. 1 kwietnia 1942 przebazował do Gibraltaru, eskortując konwój WS17, po czym, mimo przydziału do 18. Flotylli Niszczycieli Dowództwa Południowego Atlantyku, do sierpnia 1942 pozostawał w rejonie Gibraltaru, operując stamtąd na zachodnim Morzu Śródziemnym. Brał udział w operacjach dostarczania samolotów na Maltę, eskortując lotniskowce: USS „Wasp” 19–21 kwietnia 1942 (operacja Calendar), „Wasp” i HMS „Eagle” 8–10 maja (operacja Bowery) i 17–19 maja 1942 (operacja LB) oraz „Eagle” 2–4 czerwca (operacja Style) i 8–10 czerwca (operacja Salient). Od 12 czerwca uczestniczył w eskorcie konwoju operacji zaopatrzeniowej dla Malty Harpoon, biorąc udział w walkach z lotnictwem i okrętami podwodnymi. W jej trakcie w dniach 14–15 czerwca holował storpedowany krążownik HMS „Liverpool”, odpierając ataki lotnictwa, a następnie do 17 czerwca osłaniał jego dalsze holowanie do Gibraltaru. Na przełomie czerwca i lipca eskortował konwój WS20 do Freetown. W dniach 15–16 oraz 20–22 czerwca ponownie brał udział w operacjach dostarczenia samolotów na Maltę przez „Eagle” (operacje Pinpoint i Insect). W dniach 10–14 sierpnia 1942 „Antelope” uczestniczył w dużej operacji zaopatrzeniowej dla Malty Pedestal.
30 sierpnia 1942 „Antelope” został przebazowany na stację południowoatlantycką, do Bathurst w Gambii. Eskortował konwoje na południowym Atlantyku, bazując głównie we Freetown, a od 8 listopada 1942 eskortował konwój KMF1A operacji Torch (lądowania w Afryce Północnej). Brał następnie udział w dalszym ciągu w osłonie konwojów operacji Torch, a w styczniu 1943 został przeniesiony do 13. Flotylli Niszczycieli na Morzu Śródziemnym, działając dalej z Gibraltaru. 19 stycznia 1943 wraz z korwetą HMCS „Port Arthur” zatopił włoski okręt podwodny „Tritone” koło Bougie. W lipcu 1943 brał udział w osłonie inwazji na Sycylii (operacja Husky). Bezskutecznie atakował 6 września 1943 okręt podwodny U-617, który storpedował niszczyciel HMS „Puckeridge”.
W sierpniu 1944 „Antelope” powrócił do Wielkiej Brytanii i 3 października został wycofany do rezerwy kategorii C w Tyne, z uwagi na stan techniczny i potrzeby załóg dla nowszych okrętów. Po wojnie został sprzedany na złom i 28 stycznia 1946 przybył do stoczni złomowej Hughes Bolckow Ltd w Blyth.
Podczas służby HMS „Antelope” został uhonorowany czterema wyróżnieniami bojowymi (battle honours): Atlantyk 1939–44, operacja przeciw pancernikowi „Bismarck” 1941, konwoje maltańskie 1942 i Afryka Północna 1942.

### Dowódcy
- 24.09.1938 – 26.02.1941: Lt.Cdr. (kmdr ppor.) Richard Taylor White
- 26.02.1941 – ?.08.1941: Lt.Cdr. (kmdr ppor.) Roger Bertram Nettleton Hicks
- ?.08.1941 – 04.10.1943: Lt.Cdr. (kmdr ppor.) Erroll Norman Sinclair
- 04.10.1943 – ?: Cdr. (kmdr por.) James Gordon Gould

Źródło:

## Dane

### Uzbrojenie
- Początkowe (1930–1940)
  - 4 armaty 120 mm Mk.IX L/45 na podstawach CP Mk.XIV (4xI)
    - kąt podniesienia 30°

  - 2 działka automatyczne plot 40 mm Vickers Mk.II (2xI)
  - 4 karabiny maszynowe 7,7 mm Lewis
  - 8 wyrzutni torped 533 mm w poczwórnych aparatach QR.III (2xIV) (8 torped Mk.V, potem Mk.IX)
  - 3 pojedyncze zrzutnie bomb głębinowych (6 bomb)

- 1941–1943
  - 3 armaty 120 mm Mk.IX na podstawach Mk.XIV (3xI)
  - 1 armata plot 76 mm (do 1943)
  - 2 działka automatyczne plot 40 mm Mk.II Vickers (2xI)
  - 2 działka automatyczne plot 20 mm Oerlikon (2xI)
  - 4 wyrzutnie torped 533 mm w aparacie QR.III (1xIV)
  - 4 miotacze i 2 zrzutnie bomb głębinowych (ok. 70 bomb)

- 1944
  - 2 armaty 120 mm Mk.IX na podstawach Mk.XIV (2xI)
  - 2 armaty 57 mm Hotchkiss (2xI)
  - 2 działka automatyczne plot 40 mm Mk.II Vickers (2xI)
  - 2 działka automatyczne plot 20 mm Oerlikon (2xI)
  - 4 wyrzutnie torped 533 mm w aparacie QR.III (1xIV)
  - miotacz bomb głębinowych Hedgehog Mk.I
  - 4 miotacze i 2 zrzutnie bomb głębinowych (ok. 70 bomb)

### Wyposażenie
- 3-metrowy dalmierz MQ.1
- dalocelownik DDS (do 1943)
- trał TSDS (Two-Speed Destroyer Sweep) (do 1940)
- hydrolokator Asdic
- radar Typ 290 (1941–1943)
- radar Typ 271 (od 1943)
- radar Typ 291 (od 1943)
- radionamiernik wysokiej częstotliwości HF/DF (od 1943)